# 향수 (노래)
"향수"는 1982년 예술가 김종선의 노래 가사이다. 당시 미성년이었고 미완성인 이유를 포함하여 시인의 이름이 잘못 알려져 있다. 수정된 가사는 아래와 같다. 총 2절 20연 60행 이고, "에덴 동산과 고향" 부제가 붙어 있다. 1절은 성경의 창세기 2장 내용이다.
향수 - 에덴 동산과 고향
1//
동방의 에덴 동산에/
아직 비 내린 적 없고/
경작 할 사람도 없었으며//
초목이 없고/
밭에는 채소가 나지 아니하던 그 때/
그곳이 어찌 그립지 않겠어요!//
안개만 땅에서 올라와/
온 지면을 적셨던 그 곳/
하나님께서//
흙으로 사람을 지으시고 코에 생기를/
불어 넣으시니 생령이 된 곳/
그곳이 어찌 그립지 않겠어요!//
그 땅에서 아름답고/
먹기에 좋은 나무가 나며/
강이 에덴에서 발원하여//
동산을 적시고/
사람이 다스리던 곳/
그곳이 어찌 그립지 않겠어요!// 
금이 있는 "하윌라" 땅에 흐르는/
"비손"강과 "기혼"강, "힛데겔"강 그리고/
"유브라데"강 네 강이//
거기서 부터 갈라져 네 근원이 된 곳/
하나님께서 창설하신 그 에덴 동산이/
그곳이 어찌 그립지 않겠어요!// 
동산 가운데에는/
생명 나무와 선악 나무 함께 있었고/
흙으로 육축과 공중 새 지으시고//
잠든 아담의 갈빗대에서/
하와를 지으셔서 한 몸이 된 곳/
그곳이 어찌 그립지 않겠어요!// 
2//
넓은 벌 동쪽 끝으로/
옛 이야기 들려주듯/
실개천이 휘돌아 나가고//
얼룩 무늬 황소가/
저음의 금빛 게으른 울음을 우는 곳/
그곳이 차마 꿈엔들 잊힐리야!//
초저녁에 기온 떨어지면/
정원의 밤바람 소리/
말을 달리고//
엷은 졸음에 겨운 여름날 늦은 밤에/
지사 베개 베고 고이 쉬던 곳/
그곳이 차마 꿈엔들 잊힐리야!//
흙에서 자란 내 마음/
파아란 하늘 빛이 그리워/
함부로 쏜 화살을 찾으려//
풀 숲 이슬에/
적신 옷 햇빛에 말린 곳/
그곳이 차마 꿈엔들 잊힐리야!//
전설 바다에 춤추는 밤 물결 같은/
검은 영화 필름 도는 듯 들려오고/
보이는 것만 같은//
어린 시절 고향 사철 산천의 풍경과/
해마다 달라진 집 높이에 행복하던 곳/
그곳이 차마 꿈엔들 잊힐리야!//
하늘에는 많은 별/
밤 하늘의 모래성 처럼 모여 빛날 때/
보이지 않던 밤 새들이 노래하고//
처음 건축된 근린 공원과/
문화 센터 가로등이 아름다운 곳/
그곳이 차마 꿈엔들 잊힐리야!//   (끝)

〈향수〉는 정지용의 시(詩) 〈향수〉에 곡을 붙인 노래이다.
시 〈향수〉는 1927년에 발표되었고, 가곡 향수는 1930년대에 작곡가 채동선에 의해 작곡되었다.
1989년에 김희갑이 작곡하여 테너 박인수와 대중 음악 가수 이동원이 듀엣으로 부른 노래가 널리 알려져 있다.
https://www.youtube.com/watch?v=z0Bkk9y6-34